# يوسف بوغابة
ولد الشيخ يوسف بوغابة في قسنطينة سنة 1390هـ-1970م، يُعد من كبار الدعاة والعلماء البارزين في الجزائر  في العشرية الأخيرة بعدما درس لسنوات عديدة في معاهد وجامعات سوريا.

## التكوين العلمي والشهادات[1]
بدأ تكوين الشيخ العلمي بقسنطينة من خلال الحلقات والدروس المسجدية على يد علمائها ودعاتها ثمّ انتقل إلى بلاد الشام –دمشق- عام 1986م وعمره لا يتعدى 16 سنة حيث التحق بمعهد الفتح للعلوم الشرعية حيث درس به أربع سنوات، ليلتحق بعد ذلك بالثانوية الشرعية بالحسكة –شمال سوريا- حيث نال شهادة البكالوريا، سجّل بعدها في كلية الدعوة بدمشق نال فيها شهادة الليسانس عام 1996م، ثمّ الماجيستير من كلية الأوزاعي.
كما درس الشيخ يوسف بوغابة بجامعة الأزهر سنة 2002م دورة مكثفة لعدة أشهر.
وللشيخ يوسف بوغابة عدة إجازات في شتى العلوم الشرعية أبرزها:
- إجازة بالفتوى من طرف مفتي محافظة الحسكة الشيخ
- إجازة بقراة حفص عن عاصم من الشيخ كريم راجح
- كما له إجازة بالكتب الستة في الحديث من الشيخ عبد الهادي الخرصة

وإجازات أخرى بالفقه الحنفي والشافعي وعلوم اللغة والبلاغة والأصول وكتب ابن قيم الجوزية وغيرها من الكتب والعلوم

## شيوخه[1]
تلقى الشيخ يوسف بوغابة العلم على عدد كبير من فقهاء وعلماء بلاد الشام طيلة 11 سنة في طلبه للعلم، فكان من أبرز شيوخه:
- الدكتور وهبة الزحيلي أخذ عنه أصول الفقه.
- الدكتور مصطفى ديب البغا أخذ عنه الفقه الشافعي والتفسير.
- الشيخ عبد القادر الأرناؤوط المحدث المشهور.
- الدكتور نور الدين عتر علوم القرآن وعلوم الحديث
- الشيخ عبد الرزاق الحلبي أخذ عنه الفقه الحنفي وسمع منه تفسير القرطبي المسمى جامع أحكام القرآن.
- الدكتور محمد الزحيلي.
- الشيخ كريم راجح شيخ القرّاء.
- الشيخ محمد عبد اللطيف الفرفور
- الدكتور محمد علي سلطان الذي أخذ عنه علوم البلاغة وعلم النحو.
- الشيخ عبد الهادي الخرصة سمع منه الكتب الستة وكتب ابن قيم الجوزية

## وظائفه
بعد عودته من الشام عام 1999 تقلّد الشيخ يوسف عدة وظائف منها:
- إمام أستاذ: حيث خطب ودرّس بعدة مساجد: مسجد الأمير عبد القادر، مسجد عمرو بن العاص، المسجد الكبير، مسجد التقوى، وأخيراً مسجد البيضاوي منذ 2003.
- رئيس جمعية العلماء المسلمين الجزائريين مكتب قسنطينة
- مدرّس لمدة عامين في المعهد الشرعي للدراسات الإسلامية العربية في الحسكة شمال سوريا
- عضو المجلس العلمي بمديرية الشؤون الدينية والأوقاف بولاية قسنطينة.
- رئيس وعضو مكتب الفتوى بمديرية الشؤون الدينية والأوقاف بولاية قسنطينة.
- له برنامج الفتاوى كل يوم جمعة صباحا في إذاعة قسنطينة الجهوية. وقد توقف الشيخ عن تقديمه منذ رمضان 1431هـ بسبب كثرة التزاماته.
- مدرّس بمدرسة تكوين الأئمة بقسنطينة
- مشرف على إحدى دور الطبع والنشر

وحالياً يشغل الشيخ يوسف بوغابة
- مدير معهد الإمام البيضاوي للعلوم الشرعية منذ سنة 2005م
- إمام خطيب بـ مسجد البيضاوي[3] بحي باب القنطرة منذ سنة 2003م

## إرثه العلمي
طيلة عشر سنوات قدّم الشيخ يوسف بوغابة مجموعة من السّلاسل والدروس العلمية في شتى الفنون فقد قام بشرح كثير من الكتب والمختصرات والمتون، فكان منها:
في الفقه:
شرح كتاب التلقين القاضي عبد الوهاب المالكي
شرح الرسالة لـابن أبي زيد القيرواني –لم يتمه-
شرح القوانين الفقهية لابن جزي
شرح تبيين المسالك للأحسائي –لم يتمه-
في الحديث:
شرح صحيح البخاري –لم يتمه-
شرح كتاب الترغيب والترهيب للحافظ المنذري (تمّ شرحه في مدة 7 سنوات)
في التفسير:
تفسير جزء عمّ
التفسير الموضوعي للقرآن الكريم منذ سنة 2005 وإلى اليوم وذلك كلّ جمعة
العقيدة والأخلاق: شرح العقيدة الطحاوية (كتاب)
دروس في العقيدة الإسلامية الصحيحة ودروس في الفرق والمذاهب والأديان
شرح كتاب مختصر منهاج القاصدين لابن قدامة المقدسي
شرح الحكم العطائية
شرح كتاب الأذكار للنووي
اللغة:
شرح كتاب الدروس النحوية لعلي الجارم وحفني ناصف بك
شرح 	لابن هشام
كما شرح كتاب مدارج السالكين للإمام ابن قيم الجوزية وكتاب اللؤلؤ والمرجان فيما اتفق عليه الشيخان ورياض الصالحين للإمام النووي كما قام بشرح صيح مسلم وسنن الترمذي وسنن أبي داود وصيد الخاطر (كتاب) لابن الجوزي وحلية الأولياء وطبقات الأصفياء (كتاب) لأبي نعيم وسير أعلام النبلاء وكتاب [[[شروط الحضارة للمفكر مالك بن نبي وغيرها من الكتب.

## مؤلفاته
للشيخ مجموعة من الكتب المطبوعة، وغير المطبوعة منها:
1. معالم الفكر السياسي لجمعية العلماء المسلمين الجزائريين دراسة تحليلية.[7]
2. موقف جمعية العلماء المسلمين الجزائريين من الحضارة الغربية.
3. ميادين الصراع بين جمعية العلماء المسلمين الجزائريين والاستعمار الفرنسي.[8]
4. الفكر الإسلامي بين الأصالة والمعاصرة.
5. الثقافة الإسلامية والتحديات المعاصرة.
6. علم الخطابة والتدريس الديني وإعداد الخطيب وفق منهج الدعوة الإسلامية.
7. منهجية طلب العلم على طريقة السلف الصالح.
8. عقيدة الإمام مالك.
9. أصول الإفتاء في العصر الحديث بين فقه الواجب وفهم الواقع.[9]

## رئاسته لجمعية العلماء المسلمين الجزائريين -شعبة قسنطينة
اعتمد المكتب الدائم لجمعية العلماء المسلمين الجزائريين الشيخ يوسف بوغابة كرئيس شعبة قسنطينة للجمعية بتاريخ 08 أفريل 2002م وامتدت رئاسته للجمعية إلى غاية استقالته في 08 أوت 2005. وقد عرفت الجمعية في وقته نشاطا كبيراً حيث قام الشيخ بـ:
تأسيس مدرسة للتعليم القرآني والشرعي
تنظيم النداوات العلمية والمحاضرات بالمراكز الثقافية ومساجد الولاية
إنشاء مكتب لكفالة اليتيم يقوم بتوزيع المساعدات الغذائية والطبية على الأسر المعوزة
تنظيم المخيمات الصيفية والمسابقات العلمية وكل ما من شأنه نشر الوعي والثقافة وتربية الجيل:

## تأسيس معهد البيضاوي للعلوم الشرعية[1]
بعد استقالته من رئاسة جمعية العلماء المسلمين الجزائريين عام 2005م تفرّغ الشيخ للحياة العلمية والدعوية فبالإضافة إلى إلقاء الدروس العلمية والمحاضرات قام الشيخ يوسف بتأسيس معهد البيضاوي للعلوم الشرعية الذي يُعد الأول في الجزائر بعد فترة الاستقلال حيث يقوم المعهد بتدريس العلوم الشرعية واللغة العربية من طرف كبار الأئمة وأساتذة الجامعة الإسلامية، ويضم المعهد عشرات الطلبة من مختلف ولايات القطر الجزائري، حيث تمتد الدراسة في هذا المعهد أربع سنوات يحفظ فيها الطالب القرآن الكريم كاملاً ويتلقى فيها مختلف المواد الشرعية بالإضافة إلى اللغة الفرنسية والإعلام الآلي، وذلك وفقاً لمناهج ومقررات علمية مع توفير المبيت والمأكل.
وقد تخرّج لحد الآن مجموعة من هؤلاء الطلبة التحق البعض منهم بالخطابة والتدريس والبعض الآخر بجامعة الأزهر وجامعة قسنطينة والمعاهد الشرعية بدمشق للاستزادة من العلم